# 擁抱

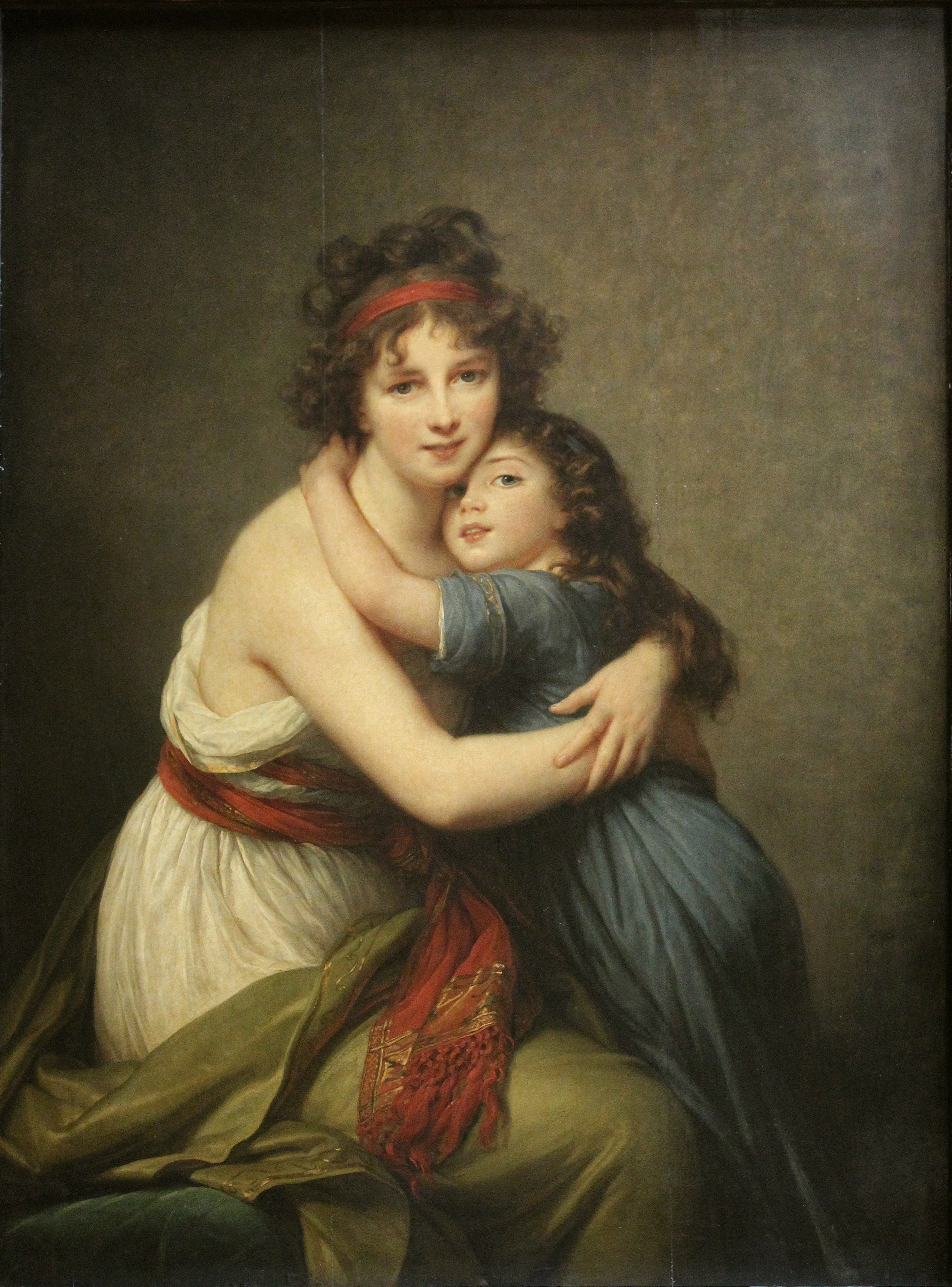
拥抱是一种可以表达情感的行为

擁抱是可以表達情感的一種肢體接觸，是指兩個或以上的人相互用手圍著對方的身體抱起來。

## 擁抱文化
在西方文化裡，一般上父母、家人和朋友之間很久沒見面 和/或 快將告別的時候，都會給對方一個很深的擁抱。而這樣的擁抱也表達了兩個人之間對對方的感覺。
在東方文化裡，由於不鼓勵人與人身體間的親密接觸，故擁抱在東方文化非常罕見。大部分的擁抱只能在夫妻、情侶或父母與年幼子女之間見到。朋友間或成年家人間的擁抱是非常少見的。但在中亞國家里，異性之間的擁抱受伊斯蘭律法影響一般不允許在公共場所進行，而同性之間的擁抱卻相當普遍。
在中華文化裡，一般人都不會主動去擁抱，朋友之間忽然在路邊邂逅也一般不會擁抱，古時候，不少人以鞠躬或抱拳拱手的方式問好，現在取而代之是握手或招手。因為大部分的人認為擁抱很肉麻，也覺得在大庭廣眾面前很不好意思。

## 表達愛意
一般上夫妻或情侶間互相擁抱表達愛意，這樣的擁抱除了簡單的身體碰觸外，也不時出現接吻，不少時候也是發生性行為的前奏。

## 表達人情溫暖
當人與人很久沒有見面 和/或 快將告別的時候，雙方互相擁抱以表達對彼此之間的思念。當人在感動、緊張、情緒受到極大的波動的時候，人與人之間也會互相擁抱給對方人情上的溫暖。

## 擁抱風氣
一般上東方國家沒有擁抱的風氣，西方國家的擁抱文化相當普遍。

## 擁抱的方法
以下是一般人的擁抱方法：
1. 尊重對方的個人空間。
2. 得到對方的許可後才開始擁抱。
3. 擁抱是一種表達情感的姿態，應該以環境給予適當的擁抱。
4. 盡情享受在擁抱過程中的感覺。

### 其他
- 公主抱

## 擁抱與健康
曾有醫學研究指出，由於擁抱直接碰觸對方的身體，而這樣的碰觸對雙方的身體都會產生生理影響，這些生理影響包括突然覺得放鬆，因此擁抱被認為有助於一個人的健康。
2005年，美國北卡羅來納州立大學的一組科學家在38對情侶的身上做了擁抱的實驗。這研究顯示，當情侶擁抱的時候，男女雙方的大腦里的腦下垂體製造的催生素會突然增加，由於催生素能降低血壓，因此也能夠減低患心臟病的機率。這項也指出，女性在擁抱過程中，體內的皮質醇會降低，由於皮質醇會增加血壓，因此，女性在擁抱時候，血壓的降低程度比男性要來得多。
而心理學家證實，擁抱具有心理治療的能力，可促進健康、快樂、安定感。擁抱接觸，已被視為醫療的基本工具。

## 自由擁抱運動
自由拥抱运动，是指在主动上街拥抱陌生人的一个活動。由澳大利亚人Juan Mann的“Free Hugs（自由拥抱）”提出，以拒绝冷漠，通过拥抱向陌生人传递温暖。

## 外部連結
- YouTube上的原始免費擁抱视频 （页面存档备份，存于）
- 如何擁抱
- Hugs for health foundation